# Friderich Adolph Schleppegrell
Friderich Adolph von Schleppegrell (28 juin 1792 - 25 juillet 1850) est un officier dano-norvégien né dans le Royaume du Danemark et de Norvège.

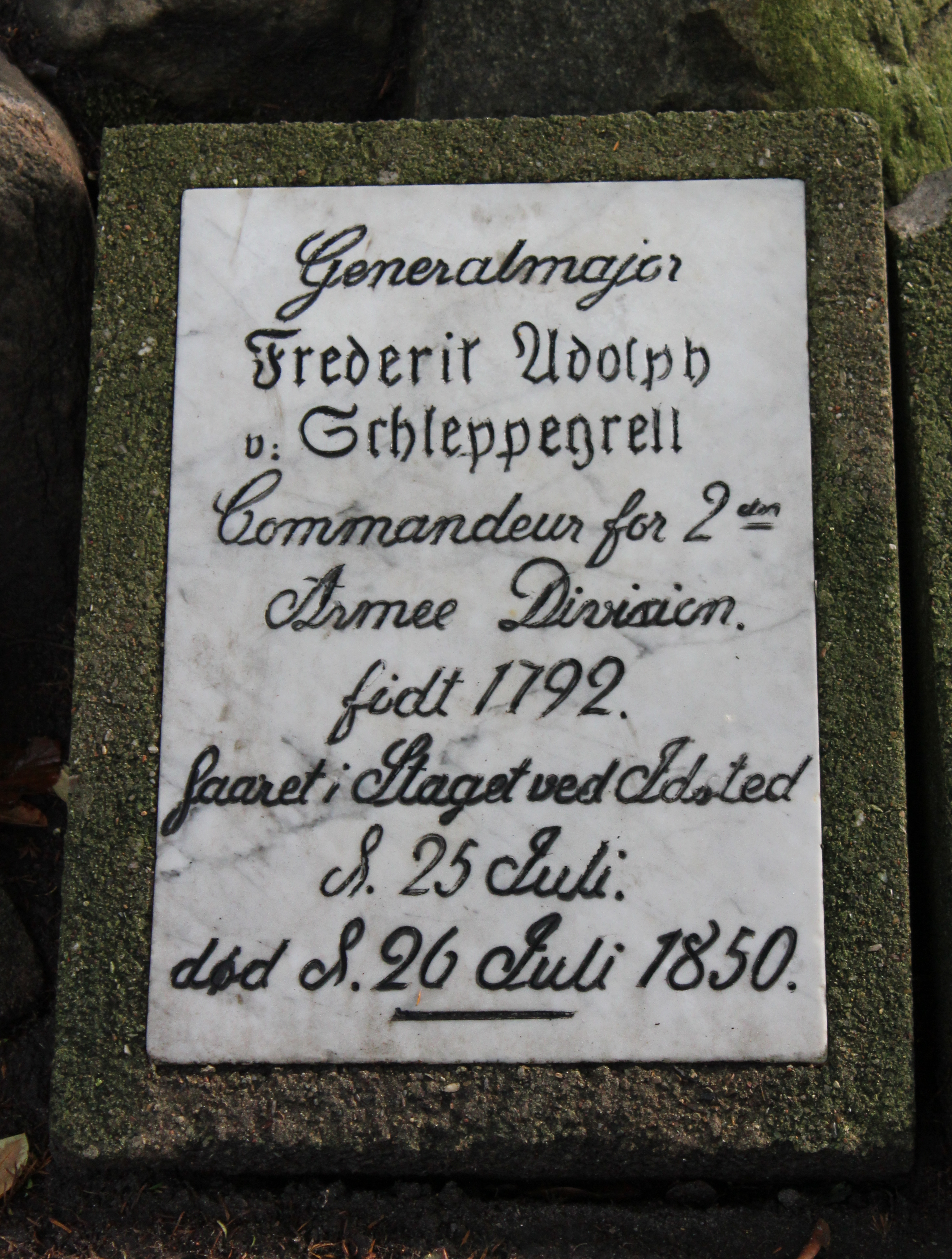
Tombe du Général Schleppegrell

## Biographie
Friderich Adolph naît à la ferme Brunla dans l'ancienne paroisse de Brunlanes dans la municipalité de Larvik en Norvège,.
Dès 1804, il devient cadet, puis sous-lieutenant en 1807 et lieutenant en 1808. Il participe à la guerre des canonnières, de 1807 à 1814, entre le Royaume du Danemark et de Norvège et le Royaume-Uni. 
Mais, lorsque la Norvège devient indépendante du Danemark, pour entrer en union personnelle avec la Suède pour former les Royaumes unis de Suède et de Norvège, en novembre 1814, Schleppegrell démissionne de l'armée norvégienne car il est hors de question pour lui de servir le roi de Suède. Il tente de s'engager dans l'armée prussienne pour combattre Napoléon, mais arrive après la bataille de Waterloo. De retour dans l'armée danoise, il gravit tous les échelons pour devenir colonel en 1848.
Quand la première guerre de Schleswig éclate, il est nommé major général. Il participe aux batailles de Nybøl, Dybbøl et Fredericia (en) mais reçoit une balle dans la tête pendant la bataille d'Idstedt, lorsque le 4e régiment de dragons danois attaque le village d'Øvre Stolk, le 25 juillet 1850. Il meurt le lendemain et est enterré à Flensbourg, au nord du Schleswig-Holstein.
Il s'était marié le 28 juillet 1828 avec la baronne Johanne Jacobine Margrethe Juul-Rysensteen (1808-1896).